# Boycie
Herman Aubrey Boyce poznatiji kao Boycie (rođen 31. siječnja 1948.) fiktivni je lik iz BBC-jeva sitcoma Mućke kojeg glumi John Challis. Priča o njemu nastavljena je u spin-off seriji Green Green Grass, koja se počela snimati u lipnju 2005., a u kojoj su Boycie i obitelj pobjegli na selo od bande kriminalaca.
Boycie je lokalni prodavač rabljenih automobila iz Lewishama i dugo vremena najbogatiji i najuspješniji posjetitelj Kobilje glave. Boycie, iako materijalno uspješan i škrt, uporno se natječe s Delom i drugim prijateljima, uživajući u njihovu društvu, iako voli pokazivati svoju superiornost. Unatoč tome, tijekom cijele se serije čini kako uistinu voli svoje prijatelje. Uglavnom nosi odjeću i ostale rekvizite uobičajene za bogataše iz osamdesetih, kao što su kaput i rani mobiteli. Jedan od njegovih zaštitnih znakova je duboki, podrugljivi smijeh koji obično slijedi nakon sarkastične primjerdbe na Delov ili nečiji drugi račun, kao i njegov izraziti južnolondonski govor kroz nos.
Boycie i Del dijele labavo prijateljstvo, ali uživaju u stalnom natjecateljskom odnosu. Boycie uporno pokušava dokazati kako je popularniji od Dela zbog svojeg bogatstva, uspješnog biznisa i činjenice da je slobodni zidar. Međutim, Del je obično onaj koji osvaja popularnost, često na račun dugogodišnjeg koketiranja s Boyciejevom ženom Marlene. Del je aludirao kako je u prošlosti imao seksualnih susreta s Marlene, za koju tvrdi kako je bila vrlo popularna među muškim društvom u Peckhamu. Tvrdio je kako je od Marlene saznao i neke njihove bračne tajne, kao što je Boyciejeva povremena impotencija; ove glasine nikad nisu potvrđene čak ni nakon rođenja - nakon mnogo neuspješnih pokušaja -  Boyciejeva i Marleneina sina, Tylera.
U seriji The Green Green Grass Boycie je portretiran kao i u Mućkama, ali se čini kako ga u novoj seriji žene puno više poštuju. U epizodi "Sex and the Country" zavodi ga Tylerova nastavnica engleskog koja priznaje da joj se sviđaju zreliji muškarci, a u epizodi "Life Swap" pokušava ga zavesti zamjenska žena.